# KOMM (Nürnberg)
Das KOMM (Abkürzung für „Kommunikationszentrum“) war ein selbstverwaltetes Kommunikations- und Kulturzentrum im Zentrum Nürnbergs. Fester Standort war die Halbruine des Künstlerhauses am Hauptbahnhof (1910 eingeweiht), das in ehrenamtlicher Arbeit von anfangs wenigen 100 Quadratmetern Nutzfläche (1973) bis auf 3500 Quadratmeter (1997) ausgebaut wurde.

## Geschichte
Das aus einer Stiftung Nürnberger Bürger entstandene Künstlerhaus wurde nach dem Zweiten Weltkrieg nacheinander als Offizierskasino der US-Army sowie Lager und Behelfsstandort der Erziehungswissenschaftlichen Fakultät Nürnbergs genutzt.
Nachdem Pläne zum Abriss und Neuaufbau im Stile der 1970er Jahre in der Bevölkerung nicht durchzusetzen waren, waren längerfristige Nutzung oder Verfall die Alternativen. Hermann Glaser, Kulturreferent der Stadt Nürnberg, entwickelte daraufhin das Konzept eines selbstverwalteten, städtisch finanzierten soziokulturellen Zentrums, das 1973 mit einem Probelauf zur Umsetzung gelangte.
1974 wurde dieser Probelauf nach internen Auseinandersetzungen um Art und Weise der Selbstverwaltung des Hauses und Entwicklung eines Konzeptes hierzu in eine dauerhafte Form gebracht.
Die folgenden Jahre waren geprägt von Instandsetzung und Nutzbarmachung der Räume, Entwicklung politischer und kultureller Aktivität, Ausstellungs- und Konzertbetrieb.

Am 5. März 1981 wurde nach einer spontanen Demonstration im Zuge einer Kraaker (Niederländische Hausbesetzungsbewegung)-Veranstaltung im KOMM und dabei entstandenen Beschädigungen an einem Auto und zwei Schaufensterscheiben in der Innenstadt nach der Auflösung der Demonstration das KOMM durch die bayerische Polizei eingekesselt. Bekannt geworden ist dieser Vorgang als Massenverhaftung von Nürnberg. In deren als „unverhältnismäßig“ kritisiertem Verlauf wurden 141 Personen (davon 21 minderjährig) festgenommen und bis zu zwei Wochen lang festgehalten. Die Verfahren gegen 78 Angeklagte wurden am 24. November ausgesetzt und ein Jahr später eingestellt.
1987 fand im KOMM eine Versammlung von AKW-Gegnern statt. 4000 Polizisten standen daraufhin zur Erstürmung des Gebäudes bereit. Sie konnte vermieden werden.
1997 wurde das KOMM von der Stadt Nürnberg beendet.
In den teils radikal umgebauten Räumlichkeiten befindet sich seit 1996 ein kommunal verwaltetes Soziokulturzentrum. Bis 2008 trug dies den Namen „K4“, heute ist es nach dem historischen Gebäude, in dem es sich befindet, benannt und heißt „Künstlerhaus Nürnberg“.

## Struktur
Das KOMM stand in der Öffentlichkeit meist als geschlossene Struktur mit linksautonomer Zielsetzung im Bewusstsein, autonome Gruppen waren nur ein kleiner Teil des KOMMs. Über 40 ehrenamtliche Gruppen nutzten die vorhandene (größtenteils selbstgeschaffene) Infrastruktur des Hauses, um ihren Zielen nachzugehen. Gruppen handwerklicher, künstlerischer und politischer Zielsetzung sowie Gastronomie waren wesentlicher Inhalt und Träger der Arbeit des KOMM.
Offizieller Träger der Arbeit im KOMM war der „KOMM.ev“.
Die Gruppen fanden sich zweimal im Monat zu gegenseitiger Information und zweimal im Monat zu Beschlussfassung durch ihre Vertreter zusammen.
Einmal im Jahr, bei der so genannten Vollversammlung, wurden die Funktionäre (als „SekretärInnen“ bezeichnet) gewählt, die einem Team von städtischen Verwaltungsangestellten beigestellt waren. Die Finanzierung fand größtenteils durch die Stadt Nürnberg statt, die dem KOMM einen Etat zur Selbstverwaltung zur Verfügung stellte.

## Unvollständige Liste der Gruppen im KOMM (Arbeitsfeld)
- Archiv (Dokumentation, Bibliothek)
- Ausstellungsgruppe (Ausstellungen, Kunstschaffen)
- Cafe Kaya (Gastronomie, Musikveranstaltungen)
- Cafe Molotov (Gastronomie, politische Bildung)
- Chai Haus, Libertè, später Frauraum
- Computergruppe K4CG (offener Hackerspace, Hardware, Software, Nerdkulturpflege)[3]
- Eritrea-Gruppe (Flüchtlingsarbeit)
- Fahrradwerkstatt (offene Handwerksangebote)
- Food-Coop (Eine-Welt-Arbeit, Konsum-Kooperative)
- Glaswerkstatt (offene Handwerksangebote)
- Gruppe für Zivilen Ungehorsam (Graswurzelbewegung)
- Hinterzimmer („Junge Alte ev.“ Generationenübergreifende Kulturarbeit)
- Homosexuelle Aktionsgruppe Nürnberg, HAN[4]
- Infobüro (Politische Information, Koordination)
- KOMM-Bildungsbereich (Ausstellungen, Bildungsarbeit)
- KOMM-Kino (Kino und Filmkulturarbeit)
- Keramikwerkstatt (offene Handwerksangebote)
- Kulturbund ev. (Gastronomie, Kulturarbeit)
- LSD – Lieder, Songs und Diskussionen (Open Space für Talente, Liedermacher, mit Diskussion zum Konzert nach der Veranstaltung)
- LaKritz / Don'tPanic (Betrieb Kellerbühne und Disco)
- Legalize-It-Gruppe (Hanf-Freigabe-Bewegung)
- Milchbar (alkoholfreie Gastronomie, Jugendarbeit)
- Musikverein (Konzertveranstaltung, Kulturpflege)
- Photolabor (offene Handwerksangebote)
- Schmiede (offene Handwerksangebote)
- Schreinerei (offene Handwerksangebote)
- Siebdruckwerkstatt (offene Handwerksangebote)
- Sportgruppe (Körperarbeit)
- Steinmetzwerkstatt (offene Handwerksangebote)
- Videothek (Medienpädagogik und Gegenöffentlichkeit)

## Film
2023 sendete der Bayerische Rundfunk (BR) am 17. Mai die Dokumentation Radikal an der Basis · Das Nürnberger KOMM. Buch und Regie als auch Recherche führte die BR-Mitarbeiterin Kerstin Dornbach, die in ihrer Jugend das KOMM ab und zu selbst besucht hat. Neben der Offenlegung des damals praktizierten Kulturbetriebs wird auch die Massenverhaftung thematisiert. Auch das Kollektiv MEDIENWERKSTATT Franken, das seine Ursprünge im KOMM hat, veröffentlichte 2023 eine Dokumentation zum Thema. Im Film werfen die Filmemacher die Frage auf, was vom Aufbruch der 70er Jahre bleibt und wie das KOMM die Stadtkultur Nürnbergs geprägt hat.